# Fimbristylis fusca
Fimbristylis fusca är en halvgräsart som först beskrevs av Christian Gottfried Daniel Nees von Esenbeck, och fick sitt nu gällande namn av George Bentham och Charles Baron Clarke. Fimbristylis fusca ingår i släktet Fimbristylis och familjen halvgräs. Inga underarter finns listade i Catalogue of Life.